# 科夫达尔
科夫达尔，是西班牙安达卢西亚自治区阿尔梅里亚省的一个市镇。 总面积32km2, 总人口214人（2001年），人口密度7人/km2。